# Cablenoticias
Cablenoticias es un canal de televisión por suscripción de noticias colombiano, propiedad de los empresarios venezolanos Alberto Federico Ravell y Tobías Carrero Nácar y operado por Global Media.

## Historia
Cablenoticias inició sus primeras transmisiones el 1 de octubre de 2007, bajo la fundación de Juan Gonzalo Ángel Restrepo.[cita requerida]
En 2011, fue vendido a los empresarios venezolanos Alberto Federico Ravell y Tobías Carrero Nácar, antiguos propietarios de Globovisión. El costo total de la transacción fue de US$17 millones, cifra que también resultó una controvertida debido a la incertidumbre en torno al origen de los fondos. Según Juan Gonzalo Ángel Restrepo, en el marco de la negociación, surgió la idea de fundar el canal para competir contra Telesur por su disponibilidad internacional.
A mediados de 2013, Rafael Poveda asumió la dirección del canal, en reemplazo de Julio de La Rue.[cita requerida]
En noviembre de 2019, se anunció oficialmente que el reconocido y premiado noticiero Noticias Uno empezaría a ser emitido en Cablenoticias los fines de semana y festivos, volviendo al aire en las mismas franjas horarias en las que salía en Canal 1 antes de su controvertida salida del aire. La emisión empezó el 1 de diciembre de 2019.

## Directores
- Juan Gonzalo Ángel Restrepo (2007-2011)
- Julio de la Rue (2011-2013, 2015-2020)
- Rafael Poveda (2013-2015, 2020-presente)